# Luiz Shinohara
Luiz Juniti Shinohara (ur. 29 sierpnia 1954 w São Paulo) – brazylijski judoka. Dwukrotny olimpijczyk. Zajął siódme miejsce w Los Angeles 1984 i trzynaste w Moskwie 1980. Walczył w wadze ekstralekkiej.
Siódmy na mistrzostwach świata w 1979; uczestnik zawodów w 1971, 1973, 1975 i 1981. Złoty medalista igrzysk panamerykańskich w 1979, srebrny w 1983 i brązowy w 1975. Mistrz panamerykański w 1984 i trzeci w 1978. Wicemistrz akademickich MŚ w 1982 roku. 

## Letnie Igrzyska Olimpijskie 1980
| Konkurencja | Eliminacje           | Eliminacje            | Klas. końcowa |
| Konkurencja | Przeciwnik I         | Przeciwnik II         | Miejsce       |
| ----------- | -------------------- | --------------------- | ------------- |
| 60 kg       | Boubacar Sow (SEN) Z | Tibor Kincses (HUN) P | 13.           |

## Letnie Igrzyska Olimpijskie 1984
| Konkurencja | Eliminacje             | Eliminacje              | Repasaże           | Repasaże               | Klas. końcowa |
| Konkurencja | Przeciwnik I           | Przeciwnik II           | Przeciwnik I       | Przeciwnik II          | Miejsce       |
| ----------- | ---------------------- | ----------------------- | ------------------ | ---------------------- | ------------- |
| 60 kg       | Phil Takahashi (CAN) Z | Shinji Hosokawa (JPN) P | João Neves (POR) Z | Felice Mariani (ITA) P | 7.            |